# إميليو أميرو
إميليو أميرو (بالإسبانية: Emilio Amero)‏ (و. 1901 – 1976 م) هو رسام، وبروفيسور (أستاذ جامعي) من المكسيك .
توفي في نورمان .